# Elektronická válka

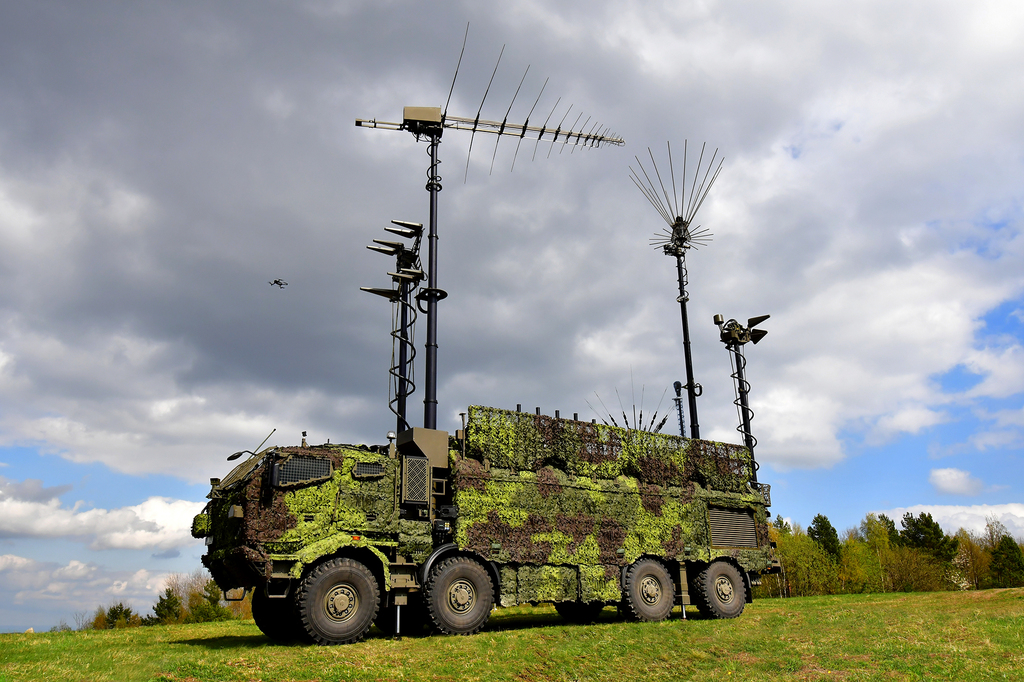
Systém STARKOM zařazený do výzbroje Armády ČR dokáže rušit radiovou komunikaci nepřítele, signály GNSS i komunikaci v mobilních sítítch.

Radioelektronický boj, elektronický boj, nebo elektronická válka je druh bojové činnosti vykonávaný výlučně elektronickým vybavením a proti protivníkovu elektronickému vybavení. Zde se rozumí komunikační vybavení – radiostanice, rušiče, radary, a datové sítě (internet) – a řídící elektronika výzbroje (zejména senzory řízených střel).
Elektronika dokáže enormně zvýšit účinnost stávajících zbraňových systémů, a to tak, že armáda vyzbrojená stejnými zbraněmi jako protivník, ale bez odpovídajících elektronických systémů může protivníkové armádě poměrně snadno podlehnout. Ale i když jsou elektronické systémy obrovskou výhodou, jako všechny takové systémy s sebou přinášejí i zranitelná místa a vyžadují promyšlená opatření.

## Cíle
Elektronickou válku lze dělit podle způsobu činnosti na aktivní a pasivní. Za pasivní činnost lze považovat takovou, která se podle mezinárodního práva nepovažuje za akt agrese a lze ji provozovat i v mírovém období.

### Pasivní radioelektronický boj
- Odchytit a vyhodnotit jednak informace vysílané protivníkem (SIGINT – signal intelligence), jednak zjistit rozmístění protivníkových komunikačních středisek, řídících systémů, navigačních zařízení a radarů.
- Minimalizovat nepřátelské působení na vlastní elektronické vybavení (EPM – electronic protective measures), například používáním směrových antén, rozprostřeného spektra, kryptografie, přísnou disciplínou obsluhy.
- Informační přetěžování (vysílání jakoby pro vlastní účely velkého množství matoucích informací)

### Aktivní radioelektronický boj
- Narušování protivníkovy radiokomunikační nebo radiolokační činnosti (rušení signálu atd.).
- Znefunkčnění protivníkova elektronického vybavení.
- Rušení kontroly protivníka nad jeho zbraňovými systémy.
- Získání kontroly nad protivníkovými elektronickými systémy:
  - Bojové řízené střely
  - Velitelské systémy
  - Informační systémy (databáze, internetové portály, bankovní účty).

## Historie
Už v první světové válce se vyskytly případy odposlouchávání telefonického a telegrafního spojení nepřítele, vesměs nepříliš sofistikované, přímým napojením na dráty. Formy radioelektronického boje v dnešní podobě se rychle vyvinuly v druhé světové válce, například Britové z letadel vypouštěli oblaka hliníkových proužků, které dokázaly oslepit nebo alespoň zmást německé pozemní radiolokátory i elektroniku radiolokátorů německých nočních stíhacích letadel (kódová jména Window, Chaff a Dübel). Novějším příkladem, kdy strana se slabšími zbraněmi dosáhla vítězství nad cílem nevybaveným prostředky REB je námořní bitva u Latakie z roku 1973.

## Současnost
Přestože zrušit funkci satelitní navigace lze poměrně jednoduše prostou rušičkou a britské Sea Harriery používaly ve válce o Falklandy (1982) opět improvizované rozmetače hliníkových proužků, jsou systémy pro vedení radioelektronického boje vesměs vysoce sofistikované (například podstrčit protivníkovu zařízení falešnou lokaci GPS je velmi náročné) a používají nákladné prostředky – nejen komunikační centrály, ale i speciální letadla, lodě a vozidla.